# Abu-l-Qàssim Abd-Al·lah ibn Muhàmmad
Abu-l-Qàssim Abd-Al·lah ibn Muhàmmad ibn Ubayd-Al·lah ibn Yahya ibn Khàqan, més conegut simplement com a Abu-l-Qàssim Abd-Al·lah ibn Muhàmmad (?- 926/927) fou visir abbàssida. Va servir com a secretari quan el seu pare Abu-Alí Muhàmmad ibn Ubayd-Al·lah al-Khaqaní fou visir (912-913) i després va succeir a Abu-l-Hàssan Alí ibn Muhàmmad ibn Mussa ibn al-Furat quan va caure el juny del 924. Les dificultats internes a les quals va haver de fer front van provocar la seva destitució el novembre del 925 a petició de l'emir Munis. Fou empresonat i va pagar una multa. Va morir quan ja havia estat alliberat.